# Welt im Bild
Die Wochenschau Welt im Bild entstand ab Juli 1952 in der Nachfolge der alliierten Besatzungswochenschau Welt im Film. 
Die Welt im Bild wurde in Hamburg von der Neuen deutschen Wochenschau GmbH (später Deutsche Wochenschau GmbH) hergestellt und vom Allianz-Filmverleih vertrieben. Somit produzierte die (Neue) deutsche Wochenschau GmbH gleich zwei Kinowochenschauen, die allerdings deutlich unter Einfluss des Bundespresseamtes und damit der Bundesregierung standen.
Nachdem der Allianz-Filmverleih in Zahlungsschwierigkeiten geraten war, wurde die Wochenschau 1956 von der wiedergegründeten UFA übernommen und ab Sommer 1956 als UFA-Wochenschau fortgesetzt. Dieser Titel wurde bis Januar 1969 verwendet und danach in Ufa-dabei geändert. Ende 1977 erschien die letzte Ausgabe unter diesem Titel.
Zu den Sprechern der Welt im Bild gehörte Horst Fleck, der später auch bei der UFA-Wochenschau zu hören war.